# ダイナランド
ダイナランドは、岐阜県郡上市高鷲町西洞にあるスキー場である。大日ヶ岳の東山腹に位置し、マックアース系列の中部スノーアライアンスが運営している（マックアースは営業協力として参画）。
総面積165haのゲレンデに、バラエティにとんだ全17コースを展開するが、これは中京地区以西では最大級の規模である。1972年に開設。開設当時の名称は「大日岳国際スキー場」。1993年に人工降雪機を導入。

## コース
ゲレンデは大きく2ブロックに分けられる。
山麓側から見て左側はロングな緩斜面が多く配置され、いずれも山自体の地形を活かした起伏に富んだレイアウトが特徴。右側は上級者向けの急斜面が多いテクニカルなエリアが広がる。また、未圧雪の林間エリアがゲレンデ内5か所に点在するほか、モーグルコースやパークエリアも併設されており、オールラウンドなゲレンデ構成となっている。
当スキー場に隣接する高鷲スノーパーク（中部スノーアライアンス運営）と接続している。2018年12月から、ファミリー向けの雪遊びエリア「Baboon（バブーン）」をゲレンデ中腹に開放。

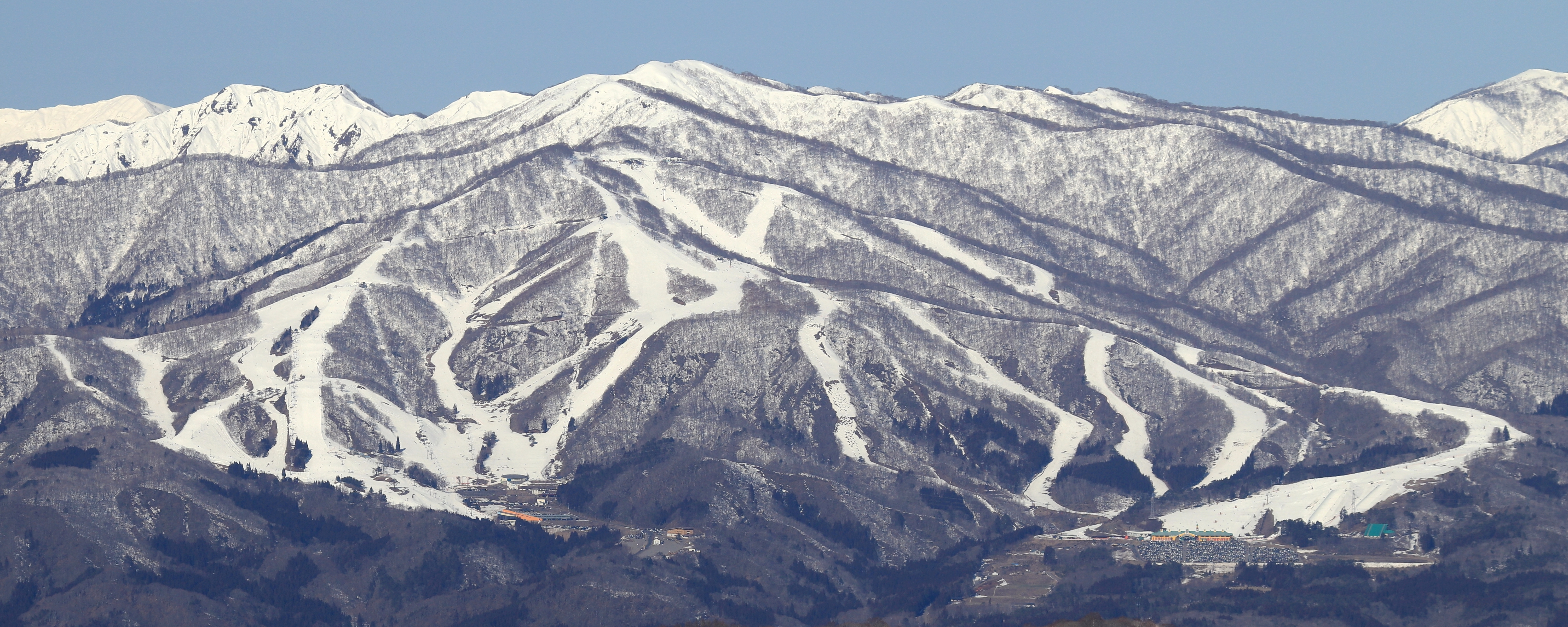
大日ヶ岳の東山腹にあるダイナランド（左）と隣接する高鷲スノーパーク（右）

## リフト
リフトは5基が設置されている（距離・別名は国土交通省中部運輸局への届出距離・名称）。
高速4人乗りクワッドリフト
- αライナー（大日岳アルファライナー、1,377メートル）[1]
- βライナー（大日岳第4クワッド、1,242メートル）[1]
- γライナー（大日岳ガンマライナー、851メートル）[1]

ペアリフト
- 第1ペアリフト（大日岳第1ペア、480メートル）[1]
- からまつペアリフト（大日岳からまつペア、396メートル）[1]

## 施設

### センターハウス

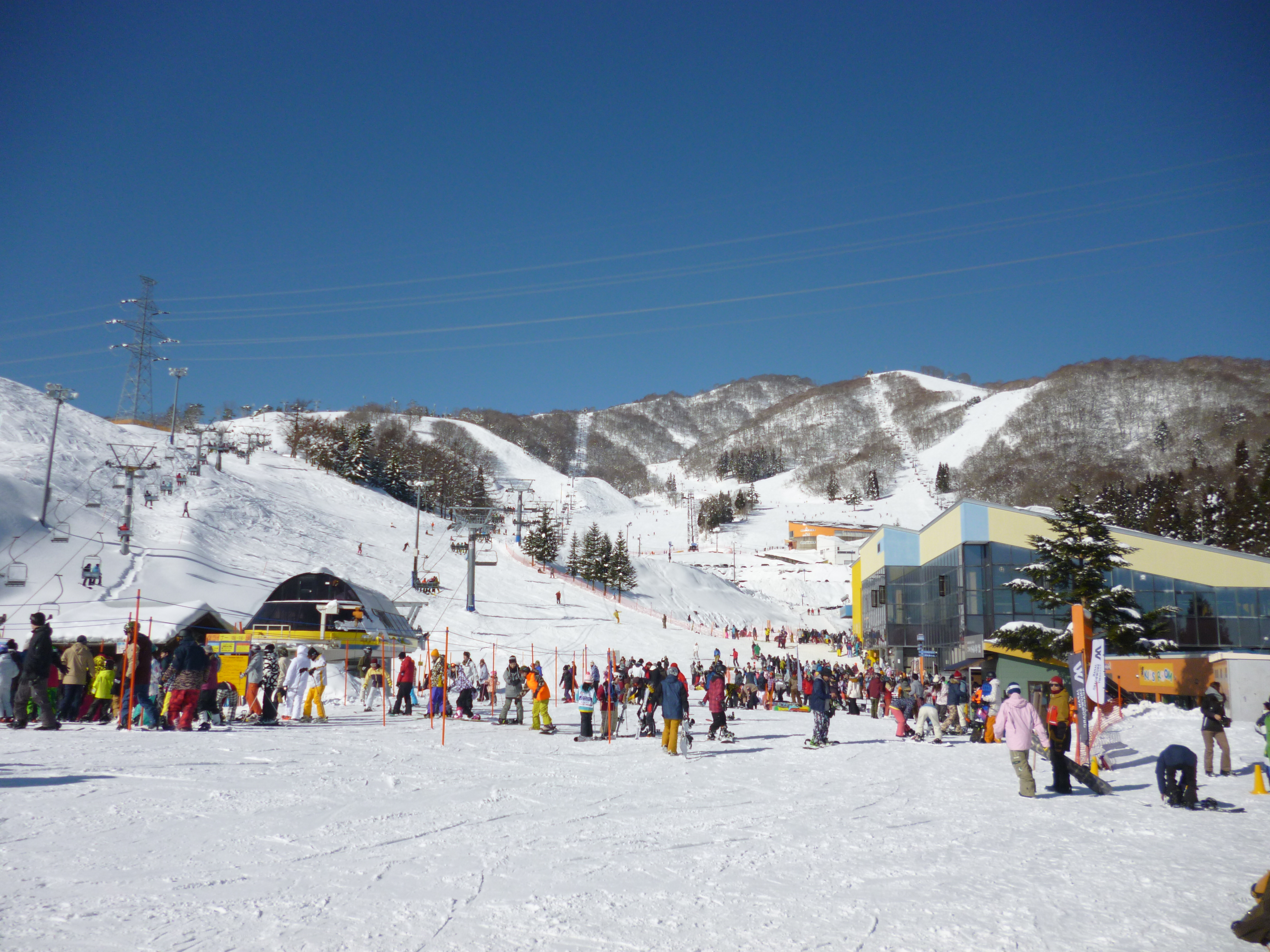
センターハウスから望むゲレンデ

- レストラン1F「ルアール」（席数：450席）
- レストラン2F「ベルーナ」（席数：550席）
- ダイナDJステーション
- スクール受付
- レンタル受付
- リフト券売所
- インフォメーション
- パトロール・救護室
- 更衣室・ロッカー
- 売店
- トイレ

### Baboon

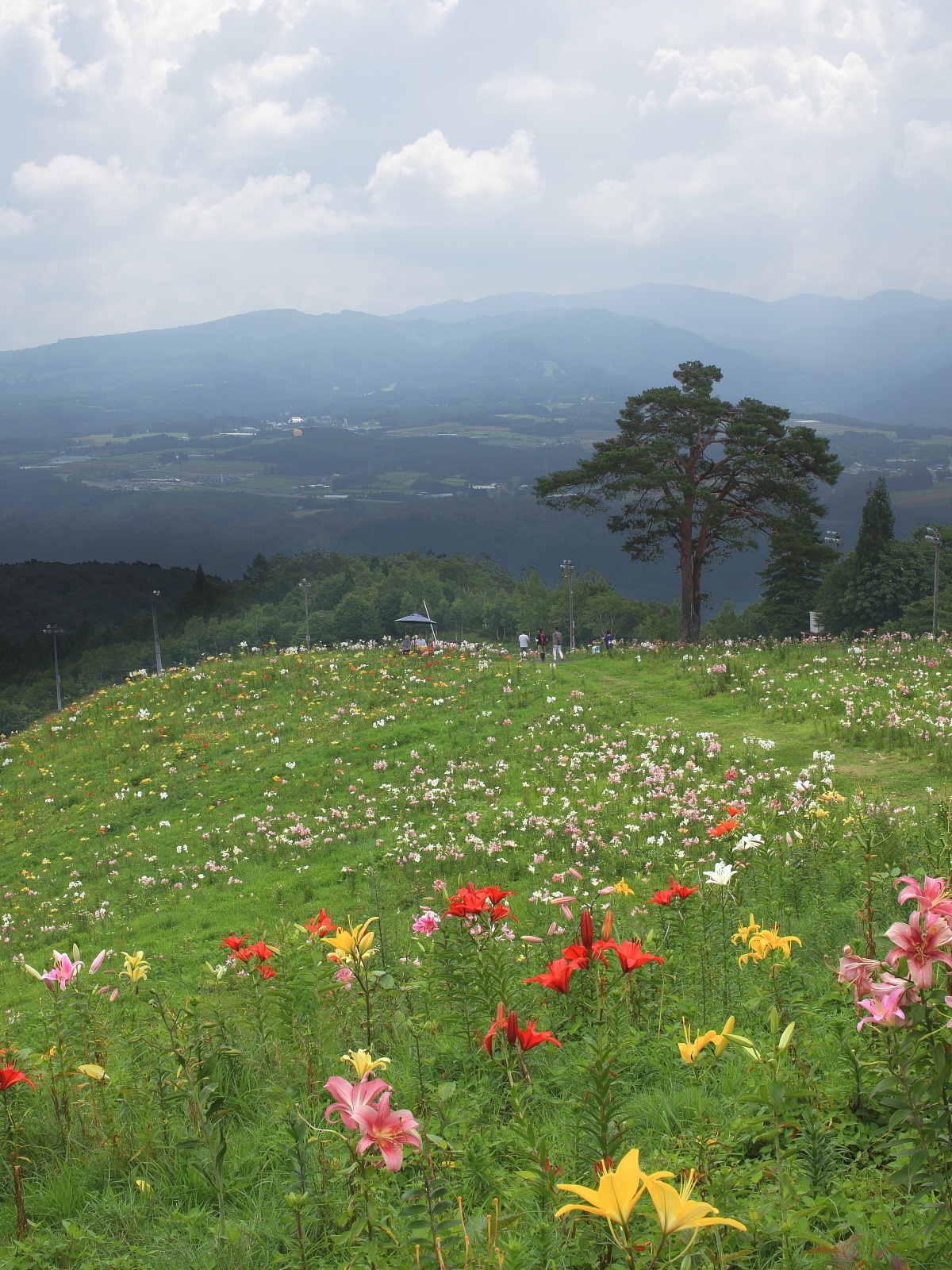
ゆり園
（2013年（平成25年）7月）

- レストラン（席数：500席）
- インフォメーション
- 屋内遊具施設
- 更衣室・ロッカー
- 売店
- トイレ

## ゆり園
2006年より夏季（7月中旬〜8月下旬）の間、ペアリフトゲレンデでゆり園を開設している。360万本のゆりと1万株の花（サルビア・百日草・マリーゴールド・ケイトウ）が植えられ、規模は西日本最大規模だという。
散策距離・約700m
所要時間・約40分
期間限定で夜間ライトアップもされている。
2018年の夏季営業をもって営業を終了。

## アクセス
- 東海北陸自動車道 高鷲ICより7.0km 約10分
- 長良川鉄道 美濃白鳥駅より約20km

タクシーで約30分
白鳥交通 白鳥ひるがの線「大日岳」下車、無料送迎バス（35分）